# Vidar Johansson
Vidar Johansson (* 8. Oktober 1996 in Halmstad) ist ein schwedischer Leichtathlet, der sich auf den Hindernislauf spezialisiert hat, aber auch im Langstreckenlauf an den Start geht.

## Sportliche Laufbahn und Leben
Erste internationale Erfahrungen sammelte Vidar Johansson im Jahr 2015, als er bei den Junioreneuropameisterschaften in Eskilstuna im Vorlauf über 3000 m Hindernis disqualifiziert wurde. 2017 erreichte er bei den U23-Europameisterschaften in Bydgoszcz mit 9:00,81 min Rang zehn und 2021 startete er im 3000-Meter-Lauf bei den Halleneuropameisterschaften in Toruń und verpasste dort mit 8:20,21 min den Finaleinzug. Im Juni siegte er in 8:30,89 min beim Karlstad GP und nahm dann an den Olympischen Sommerspielen in Tokio teil und schied dort mit 8:32,86 min in der Vorrunde aus. Im Jahr darauf siegte er in 8:24,98 min bei den Trond Mohn Games und schied dann bei den Weltmeisterschaften in Eugene mit 8:33,51 min im Vorlauf aus. Auch bei den Europameisterschaften in München verpasste er mit 8:38,42 min den Finaleinzug. 2023 kam er bei den Weltmeisterschaften in Budapest mit 8:27,21 min nicht über die Vorrunde hinaus und im Jahr darauf wurde er bei den Europameisterschaften in Rom in 8:21,54 min Neunter.
2016 wurde Johansson schwedischer Meister im Hindernislauf sowie 2023 im 10-km-Straßenlauf. 2021 und 2023 wurde er zudem Hallenmeister im 3000-Meter-Lauf.

## Persönliche Bestleistungen
- 3000 Meter: 8:31,52 min, 27. Juli 2016 in Karlstad
  - 3000 Meter (Halle): 7:56,4 min, 30. Januar 2021 in Sollentuna
- 5000 Meter: 13:58,05 min, 29. August 2020 in Göteborg
- 3000 m Hindernis: 8:18,31 min, 29. Juni 2021 in Castellón de la Plana
- 10-km-Straßenlauf: 28:40 min, 9. Januar 2022 in Valencia